# Holochlora cuisinieri
Holochlora cuisinieri är en insektsart som beskrevs av George Clifford Carl 1914. Holochlora cuisinieri ingår i släktet Holochlora och familjen vårtbitare. Inga underarter finns listade i Catalogue of Life.